# Ижевская епархия
Иже́вская епа́рхия (удм. Ижысь епархия) — епархия Русской Православной Церкви, объединяющая приходы и монастыри в средней части Удмуртии. Входит в состав Удмуртской митрополии.
Епархиальный центр — город Ижевск. Кафедральный собор — Михаило-Архангельский. В 1994—2017 годах кафедральным был Александро-Невский собор, в 1946—1994 — Троицкий собор.

## История
Предыстория
В 1555 году была учреждена Казанская епархия, в состав которой вошла территория современной Удмуртии.
В 1657 году территория современной Удмуртии вошла в состав новообразованной Вятской епархии.
В 1742 году Казанская новокрещенская контора приняла решение об открытии для новокрещённых удмуртов 10 приходов.
В 1850 году издано первое Евангелие на удмуртском языке
В 1868 год учреждено Сарапульское викариатство. В 1889 год учреждено Глазовское викариатство
К 1917 году на территории современной Удмуртии насчитывалось 484 храма и часовен, в которых служили 1027 священников, диаконов и псаломщиков, действовало 3 монастыря.
7 сентября 1918 года учреждено Сарапульское викариатство.
28 июня / 11 июля 1921 года указом Высшего Церковного Управления за № 985 была открыта викарная епископская кафедра в Ижевске с наименованием епископа «Ижевским» и местопребыванием по городу титулатуры.
В 1926 году было подано первое прошение о создании самостоятельной Ижевской епархии, в границах Вотской автономной области.
Самостоятельная епархия
8 февраля 1926 года указом заместителя Патриаршего местоблюстителя митрополита Сергия (Старогородского) Ижевское викариатство преобразовании в самостоятельную епархию. Епископ Алексий (Кузнецов), который прежде сам был за образование самостоятельной Ижевской епархии, опротестовал этот указ. В результате, 18 мая 1926 года митрополит Сергий издал указ, отменяющий прежний его указ.
В 1927 году самостоятельная епархия всё же была создана указом митрополита Сергия (Страгородского). На Ижевскую кафедру назначен епископ Глазовский Виктор (Островидов). До 1937 года на территории современной Удмуртии действовали Глазовская, Ижевская и Сарапульская епархии.
В 1937 году арестованы архиепископ Сарапульский Алексий (Кузнецов), епископ Ижевский Павел (Чистяков) и архиепископ Глазовский Авраамий (Дернов). К 1941 году почти все духовенство епархии было репрессировано, большинство храмов закрыто, осталось только 4 действующих храма.
В 1945 год начинается обратный процесс возвращения храмов верующим. В апреле 1960 года председатель Совета по делам Русской православной церкви В. А. Куроедов заявил на совещании, что ряд епархий (в том числе Ижевско-Удмуртская) РПЦ должны быть ликвидированы. 7 июля того же года Уполномоченный по делам религии в Удмуртской АССР Д. М. Шестаков написал в Совет (и одновременно властям республики) о необходимости ликвидации епархии, указывая в частности, что «экономкой архиерейского дома многие годы является Колбасьева Марина — внучка немецкой графини Остен-Дризен. Завхозом епархиального управления подвизается сын бывшего кулака Бабурин Алексей, бухгалтером управления устроилась Санычева Галина, уволенная в свое время из Воткинского машиностроительного завода за злоупотребления». 24 ноября 1960 года закрытое совещания Совета министров Удмуртской АССР приняло решение о недопустимости пребывания епископа Ижевский и Удмуртский Михаила на посту архиерея и в марте 1961 года он был уволен за штат. Поскольку местные власти всячески противились назначению в Ижевск отдельного епископа, то с этого времени вплоть до 1988 года Ижевская епархия «временно» управлялась Казанскими архиереями. Во время хрущевской антирелигиозной кампании число храмов епархии сократилось в 1960—1964 годах с 29 до 18 (некоторые отобранные здания переданы под школы).
30 ноября 1988 года восстановлена самостоятельность Ижевской и Удмуртской епархии, управляющим назначен епископ Палладий (Шиман). К 1988 году в епархии насчитывалось 18 действующих приходов, в которых служили 29 священников и 6 диаконов.
В 1989 году было открыто 2 новых прихода: в городе Глазове построен новый деревянный Георгиевский храм и в селе Вавож открыт молитвенный дом.
В 1990 год епархии возвращено 9 храмов, в том числе Александро-Невский собор в городе Ижевске.
В 1991 году открыто 30 новых приходов.
К 1992 году в епархии было — 71 приход, 55 священников, 9 диаконов
25 марта 1993 года определением Священного Синода правящим архиереем назначен архиепископ Николай (Шкрумко).
14 октября 1993 года состоялось официальное открытие Покровского женского монастыря при Трифоновском храме на берегу реки Чепца около села Каменное Заделье Балезинского района Удмуртской Республики.
К 1998 году в епархии насчитывалось 89 приходов, 101 священник, 9 диаконов.
В 2001 году закончено строительство Казанско-Богородицкого храма в городе Ижевске.
25 декабря 2005 года в Крестовоздвиженском храме Ижевска состоялась первая литургия на удмуртском языке, литургию совершали священник Николай Лекомцев и протодиакон Михаил Атаманов
В 2009 году епархия состояла из 121 прихода, 152 храмов и 157 человек штатного духовенства.
Решением Священного Синода от 26 декабря 2013 года) из состава Ижевской епархии были выделены Глазовская и Сарапульская епархии. Все три епархии включены в состав Удмуртской митрополии.

## Названия
- Ижевская и Воткинская (с 1927 по 1933 годы)
- Ижевская и Златоустовская (с 1933 по 1938 годы)
- Ижевская и Удмуртская (с 1943)

## Епископы
Ижевское викариатство Сарапульской епархии
- Стефан (Бех) (15 сентября 1921 — 10 ноября 1922)
- Амвросий (Казанский) (январь 1923 — 17 февраля 1924) в/у, епископ Воткинский
- Флавиан (Сорокин) (20 февраля 1924 — январь 1925) в/у, епископ Котельнический
- Ириней (Шульмин) (1925) в/у, епископ Малмыжский
- Алексий (Кузнецов) (1925) в/у

Ижевская епархия
- Стефан (Бех) (26 февраля — 18 мая 1926)

Ижевское викариатство Сарапульской епархии
- Стефан (Бех) (18 мая 1926 — 16 сентября 1926)

Ижевская епархия
- Виктор (Островидов) (16 сентября 1926 — октябрь 1927)
- Трофим (Якобчук) (8 декабря 1927 — 1928)
- Симеон (Михайлов) (1927—1928) в/у, епископ Златоустовский
- Николай (Ипатов) (октябрь — 16 ноября 1928) назначение не принял
- Синезий (Зарубин) (12 декабря 1928 — 26 февраля 1930)
- Симеон (Михайлов) (12 июня 1931 — 13 мая 1932)
- Георгий (Анисимов) (13 мая — 13 июня 1932)
- Тихон (Русинов) (29 июня 1932 — 13 февраля 1933)
- Николай (Покровский) (13 февраля — 18 июля 1933)
- Киприан (Комаровский) (август 1933 — 11 июня 1934)
- Софроний (Арефьев) (11 июня 1934 — февраль 1936)
- Павел (Чистяков) (февраль 1936 — январь 1937)
- Авраамий (Дернов) (1937)
  - 1938—1943 — кафедра вдовствовала
- Иоанн (Братолюбов) (19 ноября 1943 — 14 февраля 1945)
- Вениамин (Тихоницкий) (февраль — 3 января 1946) в/у, архиепископ Кировский
- Николай (Чуфаровский) (3 января 1946 — 30 октября 1947)
- Вениамин (Тихоницкий) (30 октября 1947 — 27 февраля 1948) в/у, архиепископ Кировский
- Иероним (Захаров) (27 февраля 1948 — 31 июля 1952)
- Ювеналий (Килин) (31 июля 1952 — 28 декабря 1958)
- Гавриил (Огородников) (1958—1959) в/у, епископ Вологодский
- Михаил (Чуб) (5 марта 1959 — 8 августа 1961)
- Поликарп (Приймак) (16 марта по июнь 1961) в/у, епископ Кировский

1961—1988 — управляли архиереи Казанские
- Палладий (Шиман) (30 ноября 1988 — 22 марта 1993)
- Николай (Шкрумко) (25 марта 1993 — 5 мая 2015)
- Викторин (Костенков) (с 5 мая 2015)

## Благочиния
Епархия разделена на 6 церковных округов:
- Воткинское благочиние
- Завьяловское благочиние
- Ижевское благочиние
- Кизнерское благочиние (в 2015—2016 годах — Вавожское)
- Увинское благочиние
- Якшурбодьинское благочиние

## Монастыри
- Тихвинский в селе Перевозное Воткинского района (мужской)
- Ризоположенский монастырь в селе Люк Завьяловского района (женский)
- Успенский монастырь в селе Перевозное Воткинского района (женский)